# Lyckoborgen
Lyckoborgen var Sveriges Radios Julkalender 2016. Regi Eva Staaf. Lyckoborgen producerades av Produktionsbolaget Filt.

## Handling
Sasha som är nio år öppnar av misstag en julklapp som inte är hennes. I paketet hittar hon en snöglob. Den för henne till den magiska Lyckoborgen, som är en plats där all lycka i världen tillverkas.

## Rollista
- Sasha – Viva Östervall Lyngbrant
- Kimmy – Anna Sjöberg Ahlenius
- Mino – Markus Engdahl
- Justus – Jonas Malmsjö
- Överstelyllan – Stina Ekblad
- Radiolylla – Victor Beer
- Jultomte, vakter, sjuksköterska – Fikret Çesmeli
- Pappa – David Hellenius
- Mamma – Pernilla Wahlgren
- Mormor – Christina Schollin
- Gammellyllan – Sten Ljunggren
- Läkare – Shanti Rydwall Menon
- Cheri Ann – Aviva Hermele
- Pablo – William Winter
- Andra röster i Lyckoborgen – Zlata Randzhelova, Erik Roll, Vea Ekman, Arvid Krestensen, Sally Krestensen, Nelly Collen-Olsson, Hedda Rockström-Staaf, Sabrena Benkhalfa, Hicham Benkhalfa, Omosefe Igbinoke.
- Lucköppnare – Farzad Farzaneh

### Fotnoter
1. ↑  Greta Thurfjell (28 oktober 2016). ”Här är de svenska julkalendrarna 2016”. Dagens nyheter. http://www.dn.se/kultur-noje/har-ar-de-svenska-julkalendrarna-2016/. Läst 6 december 2016.